# Antonio González Triviño
Antonio González Triviño (ur. 5 marca 1951 w Tetuanie) – hiszpański polityk i przedsiębiorca, alkad Saragossy, poseł do Parlamentu Europejskiego IV kadencji.

## Życiorys
Po zakończeniu edukacji pracował m.in. w przemyśle elektrycznym. Pod koniec lat 70. dołączył do Unii Demokratycznego Centrum, a w 1983 przystąpił do Hiszpańskiej Socjalistycznej Partii Robotniczej. Od 1979 pełnił funkcję concejala (członka zarządu miasta) w Saragossie, a od 1983 pierwszego zastępcy alkada odpowiedzialnego za finanse i gospodarkę. Po śmierci Ramóna Sainza de Varanda w styczniu 1986 stanął na czele władz miejskich. Urząd alkada sprawował do 1995. W 1991 został również wybrany w skład kortezów wspólnoty autonomicznej Aragonii. W latach 1994–1999 był eurodeputowanym IV kadencji, pracował m.in. w Komisji ds. Transportu i Turystyki. Później wycofał się z bieżącej polityki, zajął się działalnością biznesową w Barcelonie.